# 雑煮

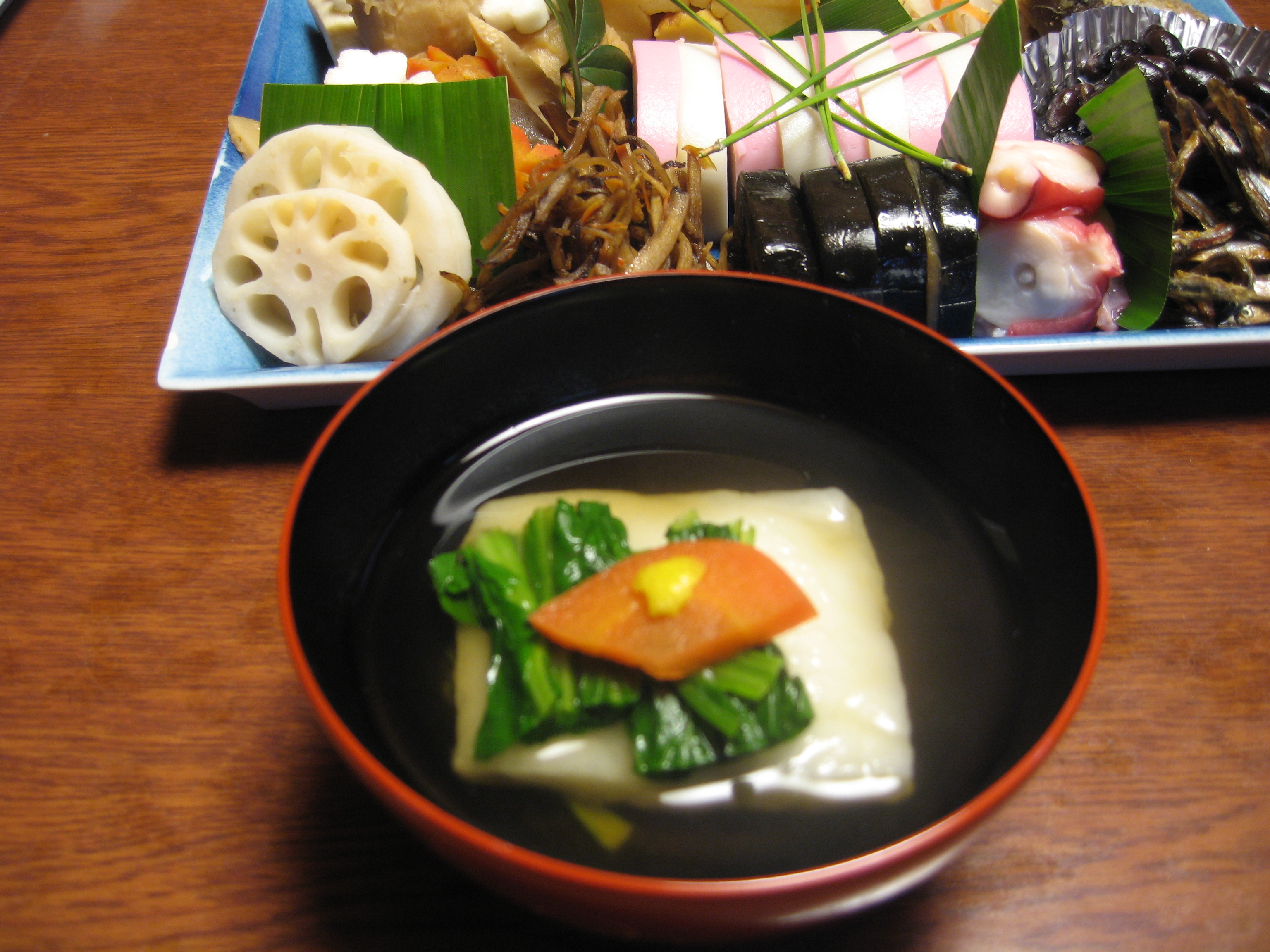
雑煮と御節料理

雑煮（ぞうに）は、餅を主な具とし、醤油や味噌などでだしを味付けたつゆをはった日本料理。世界的に見るとスープ料理の一つ。日本では正月に多く食べられ、地域や家庭によって違いがある（「#地方による違い」以下で詳述）。

## 有職料理

### 初出
新谷尚紀によれば、「雑煮」の文字が確認できる最古の文献は、京都市吉田神社の神職で、宮中の祭祀にも代々深く関わってきた鈴鹿家が社務などを記録した『鈴鹿家記』の貞治3年（1364年）正月の記載に、「雑煮御酒被下」、「雑煮晩食」、「雑煮出」と残されているものである。新谷は室町時代に雑煮が普及したのは、調理器具の製法の発達や鉄鍋が普及した結果、煮物など料理のバリエーションが広がったことが背景にあると説明する。

これ以前の名称ないし形態については諸説あり、そのうち一つの名前は烹雑（ほうぞう）といわれる。

### 武家社会における儀礼料理説
雑煮を元来は武家社会における料理であり、餅や野菜、乾燥食品などを一緒に煮込んだ野戦料理であったのではないかと考えられる。この説によれば、正月に餅料理を食する慣習は古代より「歯固」の儀式と結び付いた形で存在しており、それと関連して発生した。雑煮は元は烹雑（ほうぞう）と呼ばれており、この料理が次第に武家社会において儀礼化していき、やがて一般庶民に普及したものとみられる。雑煮については、武家での儀礼である式三献での料理であるとする見解がある。しかし、室町幕府将軍の御成記や武家故実書によれば、式三献は主殿（寝殿）で行われ、その後、会所に移り、ここで改めて初献から三献までの三献が出された後、五の膳もしくは七の膳までが据えられる膳部となり、さらに四献以下の献部となることがわかる。そして、この式三献では、初献に海月、梅干、打鮑、二献に鯉のうちみ（刺身）、三献にはわたいりが出されることが通例であるが、これらには箸をつけず、実際に食されることはない。一方、会所に席を移しての初献には、雑煮や五種の削り物が出されることが常である。つまり、雑煮は、式三献ではなく、これとは別の三献のうちの初献に出されるものであるということになる。
江戸時代、尾張藩を中心とした東海地方の諸藩では、武家の雑煮には餅菜（正月菜）と呼ばれる小松菜に近い在来の菜類（あいちの伝統野菜）のみを具とした。餅と菜を一緒に取り上げて食べるのが習わしで、「名（＝菜）を持ち（＝餅）上げる」という縁起担ぎであったという。なお、上記の習わしが武家社会一般の作法だったという説は、誤伝による俗説である（この影響もあり、現在でも尾張藩の城下町であった愛知県名古屋市周辺では餅と餅菜のみの雑煮が見られる）。

### 民俗学による説明
一日は夕方から始まるとする考えがあり、元旦は大晦日の夕方から始まるとされていた。大晦日の夕方に歳徳神を迎え年取り膳を食べ、未明まで起きていて、神社や寺院に参詣し、明けて元旦は雨戸を全部開けず、掃除も炊事もせず、風呂にも入らず、祖霊を祀り忌み籠る「年籠り」をした。元旦に掃除しない、風呂に入らないなどの風習は今日も残っていることがある。元旦は炊事も行わないので、前夜の残り物を食べて過ごすため、雑煮を作るのも翌日以降であった。

#### 畑作農耕社会における雑煮
近世以前においては、「餅なし正月」と呼ばれる、正月三箇日に餅を神仏に供えたり食することを禁忌とする風習が、畑作地帯を中心として広く存在していた。畑作地帯とは、水田を作るには不適当であったため、米以外の作物で定畑や焼畑を行っていた地域である。これらの地域では、米およびそれを原料とする餅は自己の土地からは生み出されない外来の食物であり、神仏に土地の豊饒を願う儀式の場において、こうした外来の食物を用いることは禁忌であった。
畑作地帯では、蕎麦や里芋など自己の土地から産する作物を神仏に捧げ、またこうした食材を主体として雑煮などを作っていた。今日でも「餅を使わない雑煮」を作る地域には、かつてそうした餅食の禁忌があり、その痕跡が存したものではないかとも考えられている。
こうした風習に代わって餅を主体とする雑煮が全国的に広がっていく背景には、交通や情報伝達の発達もさることながら、石高制に基づく幕藩制による米の生産への政治的・経済的な圧力が畑作地帯を含めて加えられ、実際に灌漑設備の整備や新田開発によって、こうした地域も米作地帯に転換していった影響が大きいとされている。

## 構成
雑煮は、餅とその他の具、だしと調味料による「つゆ」、盛り付ける「食器」で構成される。

### 餅
雑煮に入れる餅は地域ごとに差異があり、日本の地方による食習慣の違いを表す例としてよく持ち出される。雑煮に入れる餅は汁に入れる前に焼いて香ばしさを意図したものと、生のまま汁に入れて煮るもの、また四角い餅と丸い餅とに細分される。
餅を焼かない地域は、奈良県を除く関西地方、広島県を除く中国地方が多い。
角餅ではなく丸餅を使う地域は、糸魚川静岡構造線から西側（愛知県、岐阜県、三重県、高知県、鹿児島県は除く）である。北海道と北陸（富山県、石川県、福井県）は混在している。北海道では丸餅と角餅が混在しているが、これは明治以降に移り住んだ人たちによって全国各地の雑煮が持ち込まれたためであり、現代の北海道では角餅・すまし仕立てに統一される傾向にあるとも言われる。また、丸餅を使っていた関西・中国・四国でも角餅を使う地域が広がっている。
一方、「餅を使わない雑煮」を作る地方もあり、里芋や豆腐やすいとんなどが餅の代替となる。こうした雑煮は稲作の盛んでない山間部や島嶼部に残っている。日本三大秘境の一つ、祖谷地方（徳島県三好市）では、八つ頭という里芋、在来種ジャガイモの「ごうしいも」に硬い岩豆腐で、餅を入れない「うちがえ雑煮」を拵える。和歌山県の旧大塔村（現在は田辺市の一部）の、皮を剥かない里芋を2日間煮込んだ正月料理「ぼうり」を食べる風習は、逃避行中の護良親王（大塔宮）が所望した餅を与えなかったことへの詫びという伝説がある。

### 餅以外の具
代表的なものとして、豆腐類、芋類、鶏肉の切身または肉団子にしたもの、青味（小松菜やほうれん草）、彩りを添えるための色気（人参、蒲鉾、海老）、香りに柚子、三ツ葉などがあるが、#地方による違いが大きい。

### だし
だしの素材も地域によって様々であるが、昆布、鰹節、煮干し、スルメなどが主に使用される。

### つゆ
つゆは地域によって色々なものがある。
| - 澄まし仕立て - 塩味仕立て - 薄口醤油 - 濃口醤油 - 白醤油 | - 味噌汁仕立て - 麦味噌仕立て - 米味噌仕立て - 合わせ味噌仕立て - 白味噌仕立て - 赤味噌仕立て | - 小豆汁仕立て - 納豆仕立て |

### 食器
食器は、漆器の椀が多く使われるが、家庭や地方で様々である。正月に雑煮や御節料理を食べるのに用いる柳などの白木箸を「雑煮箸」と呼ぶ。

## 地方による違い
東日本では角焼き餅を入れたすまし仕立て、西日本では丸餅を茹で味噌仕立てにするのが一般的ではあるが、地方による違いがある。 また土地の特産物を入れるなど、地域ごとに特色がある。
隣あった市町村でも雑煮は異なることもあり、家庭料理としては異なる地域出身が婚姻関係によって両方の地域の特色をもった雑煮が成立するといった緩さもある。
| 都道府県 | 参考画像           | 味付け        | 餅の状態  | 餅の状態  | 特徴 | 備考   | 出典                 |
| 都道府県 | 参考画像           | 味付け        | 形        | 調理方法  | 特徴 | 備考   | 出典                 |
| -------- | ------------------ | ------------- | --------- | --------- | --- | ------ | -------------------- |
| 北海道   |                    |               |           |           | |        |                      |
| 北海道   | 雑煮               | すまし汁      | 角餅      | 焼く      | 明治～大正に全国各地から移住者が来た北海道では、出身地（地域ごとの集団移住の場合は母村という）の作り方を引き継ぎ、近隣地域や近所の家と異なる雑煮が点在している。 | -      | [ 11 ]               |
| 東北地方 |                    |               |           |           | |        |                      |
| 青森県   | 画像をアップロード | すまし汁      | 角餅      | 焼く      | 津軽地方では郷土料理のけの汁に煮た具材に焼いた角餅を入れる津軽雑煮を食する。八戸市は捕鯨が盛んだったこともありくじら汁に焼いた角餅を入れてくじら雑煮とする。 | -      | [ 12 ]               |
| 岩手県   | 画像をアップロード | すまし汁      | 角餅      | 焼く      | 海でとれた魚やその加工品を入れるのは岩手県、富山県など海沿いの各地にある。一方、海から遠い山地では野菜を多く使用する。 岩手県の三陸海岸地方では、醤油仕立ての雑煮にクルミをすり潰して作ったタレを添え、このタレに雑煮餅をつけて食すくるみ雑煮が伝えられている。 | -      | -                    |
| 宮城県   | 画像をアップロード | すまし汁      | 角餅      | 焼く      | 「ひき菜」と呼ばれるダイコン、ニンジン、ゴボウを細切りにして湯通ししたものを外気にさらして凍らせた食材が全域で用いられ、ひき菜雑煮と呼ばれる。出汁はさまざまで山間部では鶏肉や雉肉、沿岸部では穴子などから出汁を取る。仙台市では焼きハゼから出汁を取り、ひき菜と共に椀からはみ出すほどの焼きハゼとハラコを乗せた仙台雑煮が食される。石巻市の一部地域では、ホヤを用いたほや雑煮が食べられている。                                                                            | -      | [ 13 ] [ 14 ]        |
| 秋田県   | 画像をアップロード | すまし汁      | 角餅      | 焼く      | 日本海側の男鹿地方などでは、ハタハタを原材料としたしょっつるベースの汁が用いられ、内陸部では鶏ガラベースの汁が用いられる。 | -      | -                    |
| 山形県   | 画像をアップロード | すまし汁      | 丸餅      | 煮る      | 日本海側の庄内地方は北前船の交易による京文化の伝播の影響から丸餅が使用される。村山地方では角餅や水餅を入れる。 | -      | [ 15 ] [ 16 ]        |
| 福島県   | 画像をアップロード | すまし汁      | 角餅      | 焼く      | 短冊切りにしたダイコン、ニンジンと鶏肉などを使用したすまし汁仕立て。中通りでは凍み豆腐が使われることも多い。餅は切り餅を焼いたものを使用する。一方、会津若松地域ではつゆ餅（つゆもち）と呼ばれ正月に限らず食されるし、餅もつきたての物を千切って入れる。 | -      | [ 17 ] [ 18 ] [ 19 ] |
| 関東地方 |                    |               |           |           | |        |                      |
| 茨城県   | 画像をアップロード | すまし汁      | 角餅      | 焼く      | 千葉県北部と茨城県の一部の下総雑煮は、角焼き餅を入れたすまし仕立てで、鶏肉、大根、人参、里芋、牛蒡、コンニャク、青菜などを入れ具沢山である。 | -      | -                    |
| 栃木県   | 画像をアップロード | すまし汁      | 角餅      | 焼く      | 佐野市葛生地区では正月に餅を食べる習慣が無く、耳うどんを食している。 | -      | [ 20 ]               |
| 群馬県   | 画像をアップロード | すまし汁      | 角餅      | 焼く      | 平野部では出汁に鶏肉とネギや大根ニンジン茸などを入れた醤油味の雑煮が主流だが、何故か北部(四万温泉辺り)に行くと干しエビを振りかける物が目立つ。 | -      | -                    |
| 埼玉県   | 雑煮               | すまし汁      | 角餅      | 焼く      | - | -      | -                    |
| 千葉県   | 画像をアップロード | すまし汁      | 角餅      | 焼く      | 千葉県東部も、角焼き餅を入れたすまし仕立てだが、具は人参と油揚げの細切りを少々入れる程度。九十九里沿岸地域や東金市ではハバノリをたっぷりかけたはば雑煮が食されている。 | -      | [ 21 ]               |
| 東京都   | 雑煮               | すまし汁      | 角餅      | 焼く      | 東京の江戸雑煮は、具の種類に小松菜、鶏肉を用い、昆布とかつお節で出汁を取った濃口醤油のすまし汁である。 | -      | -                    |
| 神奈川県 | 雑煮               | すまし汁      | 角餅      | 焼く      | - | -      | -                    |
| 中部地方 |                    |               |           |           | |        |                      |
| 新潟県   | 雑煮               | すまし汁      | 角餅      | 焼く      | 新潟県の越後雑煮は、鮭の頭や身・イクラに、大根、人参、牛蒡、長ネギ、コンニャク、銀杏などを入れ、切り餅を使った醤油仕立ての雑煮である。また、町おこしのためのイベントを開催する。上越市高田地区では、サメ肉を利用したサメ雑煮が食されている。 | -      | -                    |
| 富山県   | 画像をアップロード | すまし汁      | 角餅      | 焼く      | - | -      | -                    |
| 石川県   | 画像をアップロード | すまし汁      | 丸餅      | 煮る      | 能登地域では丸餅のすまし汁が主流であるが、小豆汁の雑煮を食すこともあり、宝達志水町だとその比率は拮抗している。加賀市では、細ネギを切らずに入れただけのねぎ雑煮が食されている。 | -      | [ 22 ]               |
| 石川県   | 画像をアップロード | 小豆汁        | 丸餅      | 煮る      | 能登地域では丸餅のすまし汁が主流であるが、小豆汁の雑煮を食すこともあり、宝達志水町だとその比率は拮抗している。加賀市では、細ネギを切らずに入れただけのねぎ雑煮が食されている。 | -      | [ 22 ]               |
| 石川県   | 画像をアップロード | すまし汁      | 角餅      | 焼く      | 加賀地域や能登半島の根元にあたる羽咋市（および隣接する富山県氷見市）では角餅のすまし汁が主流である。 | -      | [ 22 ]               |
| 福井県   | 雑煮               | 味噌          | 丸餅      | 煮る      | 板昆布を敷いた鍋に水を入れてダシを取り、丸餅を煮て、味噌で味付けをし、カツオ節を振る、いわば具のない雑煮が食される。嶺南地方では黒砂糖を振って食す地域もある。カブを入れるかぶら雑煮やダイコン、ハクサイ、サトイモなどを入れる雑煮を食す地域もある。 | -      | [ 23 ]               |
| 山梨県   | 画像をアップロード | すまし汁      | 角餅      | 焼く      | - | -      | -                    |
| 長野県   |                    | すまし汁      | 角餅      | 焼く      | すまし汁の地域・味噌汁の地域、餅を焼く地域・煮る地域、具材に鮭を入れる地域・鰤を入れる地域が混在している。 長野地域では鮭、松本地域では鰤を入れる。 上伊那地域では焼き餅を入れる。高遠町では合わせ味噌仕立て。 南信州地域では醤油仕立ての年取りの汁（煮物、大汁とも）に茹で餅を入れる。山村の旧家では雑煮の風習が無い地域もある。 写真は松本地域のもので、すまし汁仕立てで具に鰤を入れている。                                                                              | -      | [ 24 ] [ 25 ]        |
| 長野県   | 味噌               | 煮る          | 角餅      |           | すまし汁の地域・味噌汁の地域、餅を焼く地域・煮る地域、具材に鮭を入れる地域・鰤を入れる地域が混在している。 長野地域では鮭、松本地域では鰤を入れる。 上伊那地域では焼き餅を入れる。高遠町では合わせ味噌仕立て。 南信州地域では醤油仕立ての年取りの汁（煮物、大汁とも）に茹で餅を入れる。山村の旧家では雑煮の風習が無い地域もある。 写真は松本地域のもので、すまし汁仕立てで具に鰤を入れている。                                                                              | -      | [ 24 ] [ 25 ]        |
| 岐阜県   | 画像をアップロード | すまし汁      | 角餅      | 煮る      | - | -      | -                    |
| 静岡県   | 画像をアップロード | すまし汁      | 角餅      | 焼く      | 静岡県は東日本と西日本の雑煮の特徴が混合している。出汁はカツオ出汁に薄口醤油ベースのすまし汁。餅は角餅を使うが、県東部は餅を焼き、県西部は焼かない。具材はダイコン、ハクサイ、水菜などが使われることが多いが、各家庭によっても異なり、山梨県の影響からか根菜を用いることも多い。伊豆地方ではかき菜と餅のみのシンプルな雑煮が伝統的に食されている。 | -      | [ 26 ] [ 27 ]        |
| 静岡県   | 画像をアップロード | すまし汁      | 角餅      | 煮る      | 静岡県は東日本と西日本の雑煮の特徴が混合している。出汁はカツオ出汁に薄口醤油ベースのすまし汁。餅は角餅を使うが、県東部は餅を焼き、県西部は焼かない。具材はダイコン、ハクサイ、水菜などが使われることが多いが、各家庭によっても異なり、山梨県の影響からか根菜を用いることも多い。伊豆地方ではかき菜と餅のみのシンプルな雑煮が伝統的に食されている。 | -      | [ 26 ] [ 27 ]        |
| 愛知県   | 雑煮               | すまし汁      | 角餅      | 煮る      | 醤油味のすまし汁に角餅を焼かずに入れ、具材には鶏肉と餅菜（もちな）が一般的である。名古屋市周辺では鶏肉を入れず餅と餅菜だけのよりシンプルな雑煮(名古屋雑煮)となる。 | -      | [ 28 ]               |
| 三重県   | 画像をアップロード | すまし汁      | 角餅 丸餅 | 煮る      | 三重県は東日本と西日本の餅文化、雑煮文化が混淆し、伊勢神宮に由来する御饌などの影響もある。「金銀餅」と呼ばれる白餅と栗餅をそれぞれ入れる雑煮を食す地域もある。離島部では昭和初期まで餅を用いない小豆汁を正月に食しており、湯がいた小餅に小豆あんを付けて食べる風習が残っている。 | -      | [ 29 ]               |
| 近畿地方 |                    |               |           |           | |        |                      |
| 滋賀県   | 画像をアップロード | 味噌 すまし汁 | 丸餅 角餅 | 煮る 焼く | 滋賀県は雑煮における餅の形状、味付けの分岐地点となる。湖北地方ではすまし汁で焼かない丸餅。京都に近い湖南、湖西地域では丸餅で白味噌雑煮。東海地方に接している地域では角餅を用いる。 | -      | [ 30 ]               |
| 京都府   | 雑煮               | 味噌          | 丸餅      | 煮る      | 京都の雑煮は、白味噌仕立てで、丸餅は焼かずに炊いておく。白味噌雑煮#京都府参照 | -      | -                    |
| 大阪府   | 画像をアップロード | 味噌          | 丸餅      | 煮る/焼く | 特に船場では元旦は白味噌仕立てで焼かない丸餅、二日目は水菜に焼き餅ですまし汁仕立て、三日目はぜんざいというように日替わりで雑煮を食べるため商い雑煮とも呼ばれる。 | -      | -                    |
| 兵庫県   | 画像をアップロード | すまし汁 味噌 | 丸餅      | 煮る      | すまし汁と味噌仕立てが混在しており、味噌も白味噌と合わせ味噌とがある。 | -      | -                    |
| 奈良県   |                    | 味噌          | 丸餅      | 焼く      | 奈良県の雑煮は、白味噌仕立てで、里芋、大根、豆腐を入れて白一色にする家庭と、人参を加えて紅白にする家庭がある。関西の他府県と同様の丸餅であるが、焼いて入れるのは奈良独特である。 さらに奈良県の雑煮を特徴付けるのは「きな粉雑煮」である。餅を汁から取り出して別皿のきな粉を絡めて食べる。多くの奈良県民には当たり前の食べ方であるので、例えば、寿司に醤油をつけて食べるのを敢えて「醤油寿司」と言わないのと同様、通常は「きな粉雑煮」とは呼ばず、単に「雑煮」と呼んでいる。 | -      | -                    |
| 和歌山県 | 画像をアップロード | 味噌          | 丸餅      | 煮る      | 白味噌仕立てで、丸餅を焼かずに入れるのが主流。エソで出汁を取る有田市や鮎で出汁を取りすまし仕立ての地域もある。すさみ町では鮎の干物で出汁をとり、切り餅を焼いて入れる。 | -      | [ 31 ]               |
| 中国地方 |                    |               |           |           | |        |                      |
| 鳥取県   | 画像をアップロード | 小豆汁        | 丸餅      | 煮る      | 小豆雑煮が多い。小豆の多い、少ない、煮汁の多い、少ない、砂糖で甘くしたものなど差異は多く、少数ではあるが塩味の小豆雑煮も食されている。餅は丸餅を煮たものを入れるが、中央部の三朝町では栃餅が使用される。山間部では花かつおをかけた醤油味や焼き豆腐を入れた味噌味の雑煮が食される。県西部では醤油が多くなるほか、海苔をかけたり、豆腐、ネギ、ゴボウ、ブリの切り身を入れて海苔を酒で溶いてかけて食べる。                                                                      | -      | [ 32 ]               |
| 島根県   | 画像をアップロード | 小豆汁        | 丸餅      | 煮る      | 丸餅を使い、すまし汁仕立てなのは共通で、出雲の海側の小豆雑煮、山側の海苔雑煮、石見の黒豆雑煮の3種類が大きな分布としてあり、この他に五色雑煮（太田市）、椎茸雑煮（隠岐）、豆腐雑煮（広島県境沿いの山間部）、貝雑煮（広島県境沿いの山間部）、野菜雑煮（山口県境に近い地域）、鮎雑煮（鮎出汁雑煮、益田市）がある。 | -      | [ 33 ]               |
| 岡山県   | 画像をアップロード | すまし汁      | 丸餅      | 煮る      | 瀬戸内海沿岸地域ではブリを入れたブリ雑煮が定番である。海に近い岡山県南部では鰹節と昆布で出汁をとり、山側の北部ではスルメで出汁を取る。 | -      | [ 34 ]               |
| 広島県   | 画像をアップロード | すまし汁      | 丸餅      | 煮る      | 安芸地方や江田島市では、牡蠣を具材に加えた牡蠣雑煮が食されている。 | -      | -                    |
| 山口県   | 画像をアップロード | すまし汁      | 丸餅      | 煮る      | 萩市などを中心として県全域に、丸餅やカブ、三つ葉を具材としたかぶ雑煮が伝わる。 | -      | -                    |
| 四国地方 |                    |               |           |           | |        |                      |
| 徳島県   | 画像をアップロード | 味噌          | 丸餅      | 煮る      | 徳島県と高知県の県境にある祖谷山では、マイモ（里芋の親芋）と豆腐だけが入ったイリコと昆布の出汁の澄まし汁を食べる。これはこの地では米が育たず餅が貴重品だった事に由来する。 また、芋3つの上に、大きく切った豆腐を2つ十文字に重ねて載せるという特徴的な盛り付けをするが、これは平家が戦で刃を交えた様子を表しているといわれ、この見た目から「うちちがえ雑煮」と呼ばれていた。                                                                                                 | -      | -                    |
| 香川県   | 香川県             | 味噌          | 丸餅      | 煮る      | 香川県の一部（東部が中心）では、白みそに餡餅入りの雑煮。しかし、食べる県民と食べない県民の比率は半々であり、好みが分かれる。 | -      | [ 35 ]               |
| 愛媛県   | 画像をアップロード | すまし汁      | 丸餅      | 煮る      | 丸餅を使ったすまし汁が多いが、東予地方でも香川県に近い地域は香川県同様の白みそに餡餅入りが増える。具材としては、南予地方は「くずし」と呼ばれる竹輪、蒲鉾、じゃこ天といった練り物が使われ、中予地方は蒲鉾、ニンジンや三つ葉やキノコ類が使われる。 | -      | [ 36 ]               |
| 高知県   | 画像をアップロード | すまし汁      | 角餅      | 煮る      | 鰹ダシのすまし汁。土佐藩主である土佐山内氏の故国である遠江国の風習から角餅を使うようになったとされる。具はサトイモ、水菜、白菜、ニンニクの葉、豆腐などが使われる。 | -      | [ 37 ] [ 38 ]        |
| 九州地方 |                    |               |           |           | |        |                      |
| 福岡県   | 雑煮               | すまし汁      | 丸餅      | 煮る      | 福岡県とその近隣では、焼きアゴでダシを取り、カツオ菜（高菜の一種）や塩ブリ等が入った博多雑煮を食べる。栗の木の枝の先端だけを削った「栗はい箸」で食べるのが伝統。朝倉市内の旧秋月町や旧甘木市地域では局所的に、茶碗蒸しに餅を入れた蒸し雑煮が食されている。 | -      | -                    |
| 佐賀県   | 画像をアップロード | すまし汁      | 丸餅      | 煮る      | 九州北部の雑煮と同様にカツオ菜、ニンジン、カマボコ、ハクサイが用いられ、彩り豊かである。出汁はカツオと昆布のダシが多いが、シイタケ、アゴ（トビウオ）やイリコ、鶏肉が用いられる地域もある。太良町では牡蠣、伊万里市・有田町ではカワクジラ（クジラの皮下の脂肪層）が用いられる。有田町ではクジラを使った有田雑煮が食されている。上峰町上坊所地区ではぜんざいを雑煮と呼ぶ。 | -      | [ 39 ]               |
| 長崎県   | 雑煮               | すまし汁      | 丸餅      | 煮る      | 長崎県長崎市では、焼きアゴダシのすまし仕立てで、焼いた丸餅、ブリ、鶏肉、蒲鉾、白菜、人参、椎茸、唐人菜（長崎白菜）またはカツオ菜など、具を必ず奇数にして入れる。島原市近隣では具雑煮といって、季節にかかわらず通年食べられる。 | -      | -                    |
| 熊本県   | 画像をアップロード | すまし汁      | 丸餅      | 煮る      | 熊本県では、鰹と昆布やスルメなどでだしを取り焼かない丸餅を入れ、大根、人参、牛蒡、里芋、椎茸、蒲鉾、三つ葉などが入り肥後野菜の水前寺もやしなども入る。鶏肉かブリ、地域によっては車エビや鯛、牡蠣、蛤などを入れる。玉名市や荒尾市では具が多いあん餅の雑煮、山鹿市では砂糖を加えて甘くした納豆の入った納豆雑煮が食されている | -      | [ 10 ]               |
| 大分県   | 画像をアップロード | 味噌          | 丸餅      | 煮る      | 大分市や竹田市では具が4種類ほどの味噌仕立ての雑煮を食する。国東半島地区では甘口醤油仕立てで餡餅を使用する。 | -      | [ 40 ] [ 41 ]        |
| 宮崎県   | 画像をアップロード | すまし汁      | 丸餅      | 煮る      | 南北に長く山もあれば海もある宮崎県では雑煮のバリエーションは多い。椎茸の産地でもあるため、椎茸で出汁をとったすまし汁が多い。丸餅を焼かずに使用する。宮崎市では「おやし」と呼ばれる大豆モヤシを餅に乗せる。 | -      | [ 42 ] [ 43 ]        |
| 鹿児島県 | 画像をアップロード | すまし汁      | 角餅      | 焼く      | 鹿児島県のさつま雑煮は焼きエビを出汁取りと具材に使う。 | -      | [ 44 ]               |
| 沖縄     |                    |               |           |           | |        |                      |
| 沖縄県   | 雑煮               | すまし汁      | なし      | なし      | 沖縄県には雑煮文化が無い。雑煮に相当する汁物として正月には中身汁を食べる。沖縄県には現在も正月に九州や本州のような餅の入った雑煮を食べる風習はなく、祝時の汁物としては中味汁の他にイナムドゥチなども食べられる。 しかし同じ琉球文化圏に属する鹿児島県奄美地方においては比較的普及している。 | 中身汁 | [ 45 ]               |

## 参考画像

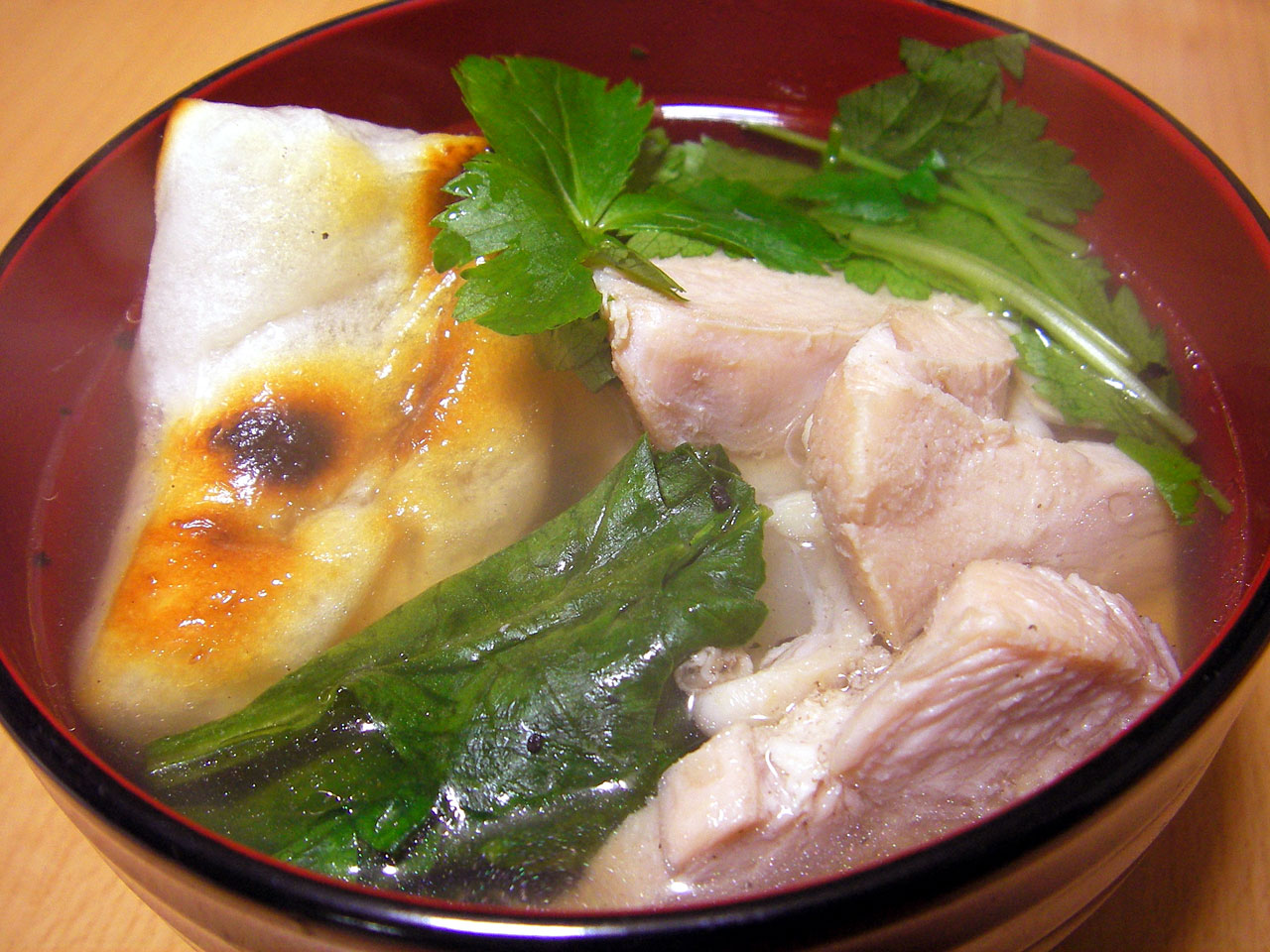
角焼き餅を入れた澄まし汁
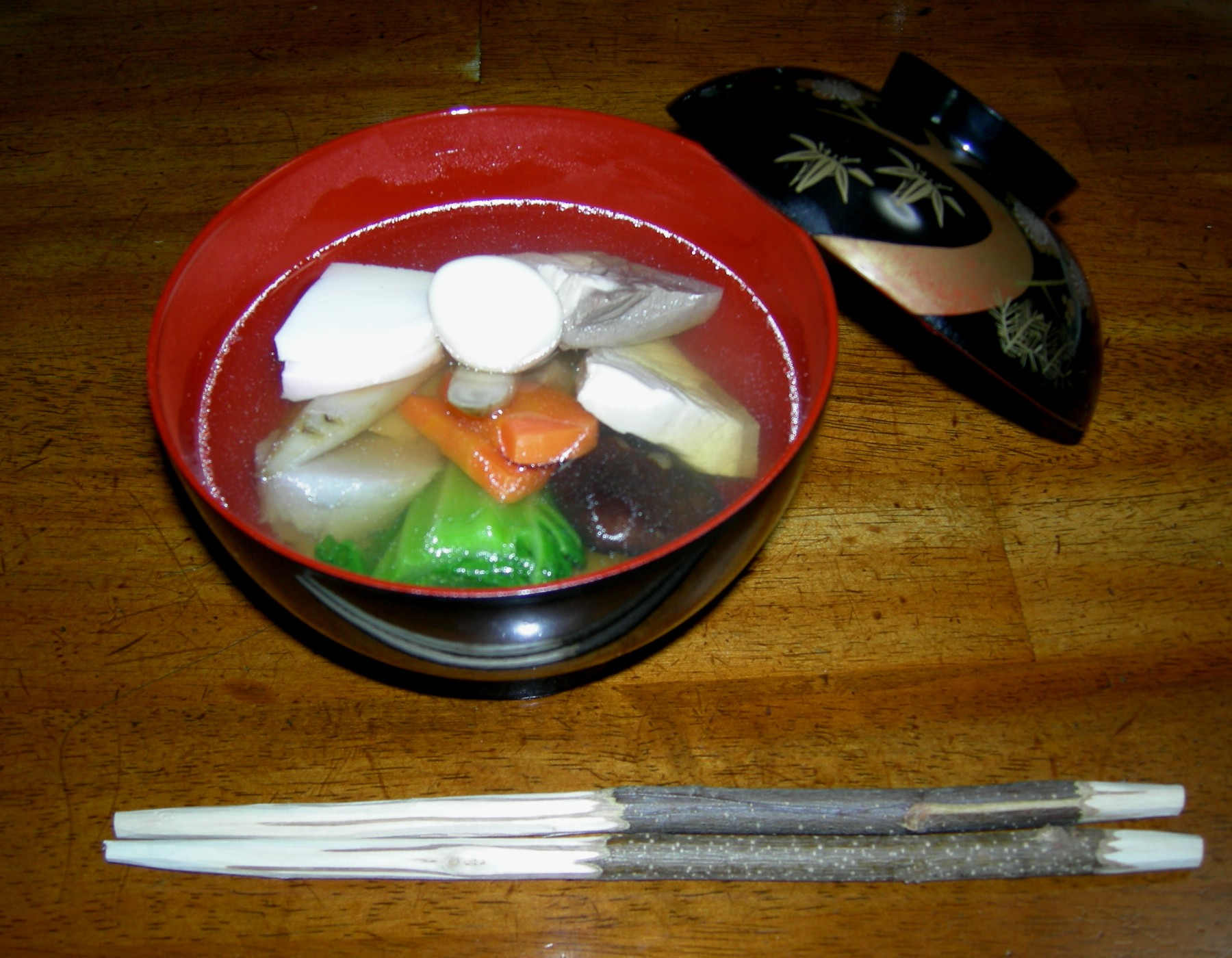
博多雑煮(アゴダシとブリが特徴)
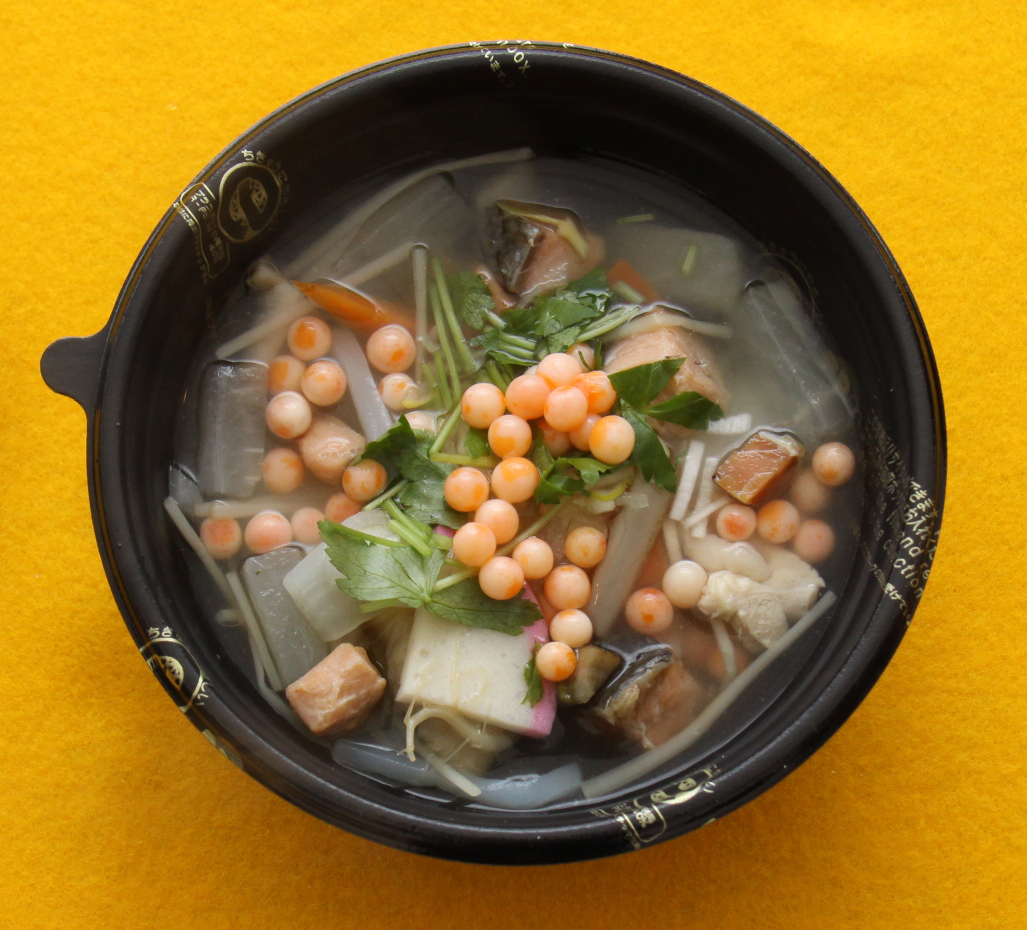
新潟県新発田の雑煮。魚豆（ととまめ）と呼ばれる、火を通したイクラを散らす。十数種類の具沢山で、具材は長寿を祈って短冊切りにする。
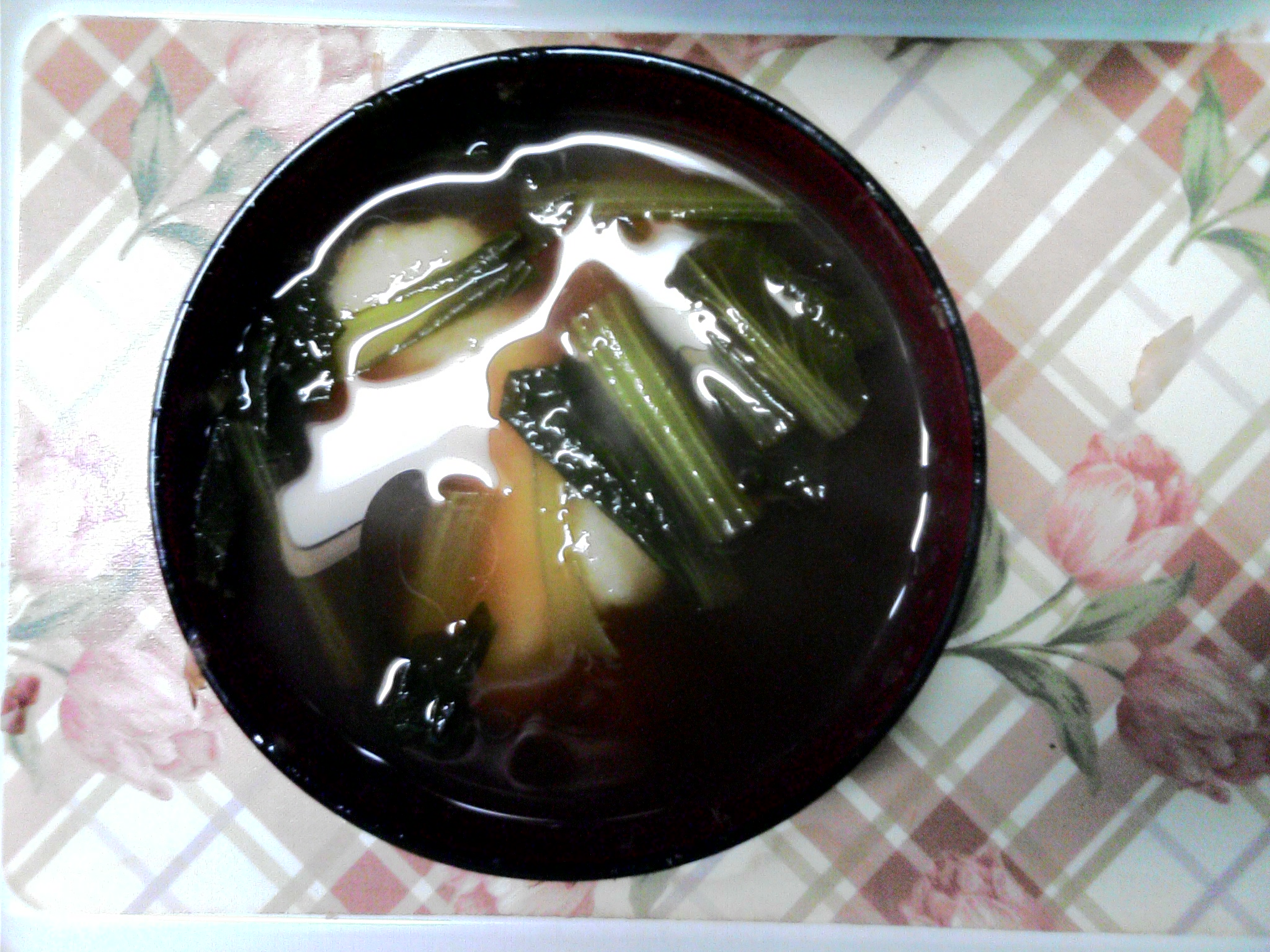
名古屋雑煮（餅菜を小松菜で代用している）
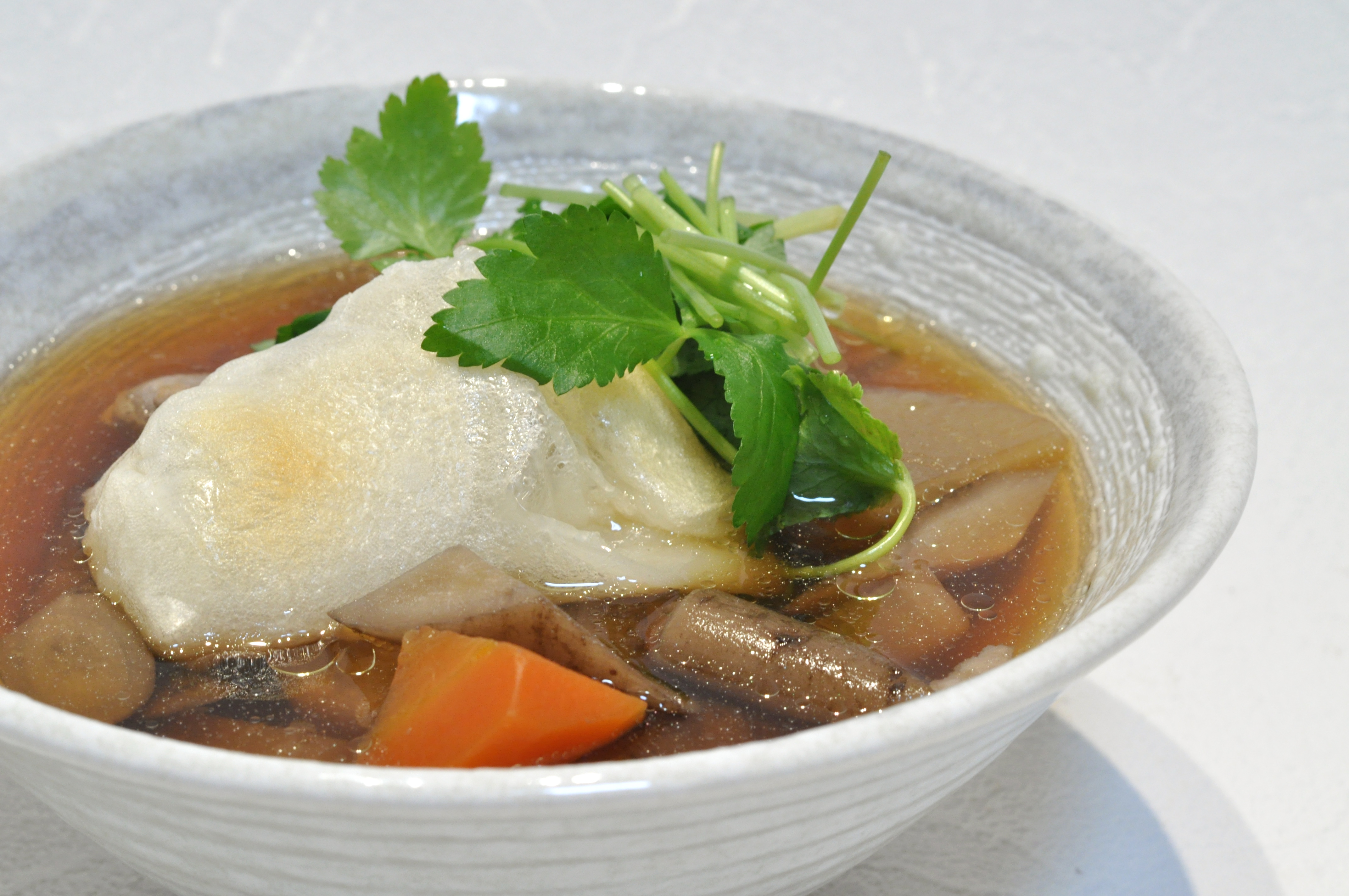
下総雑煮。角餅に具はごぼう、にんじん、大根、里芋、蓮根などにミツバをあしらう。
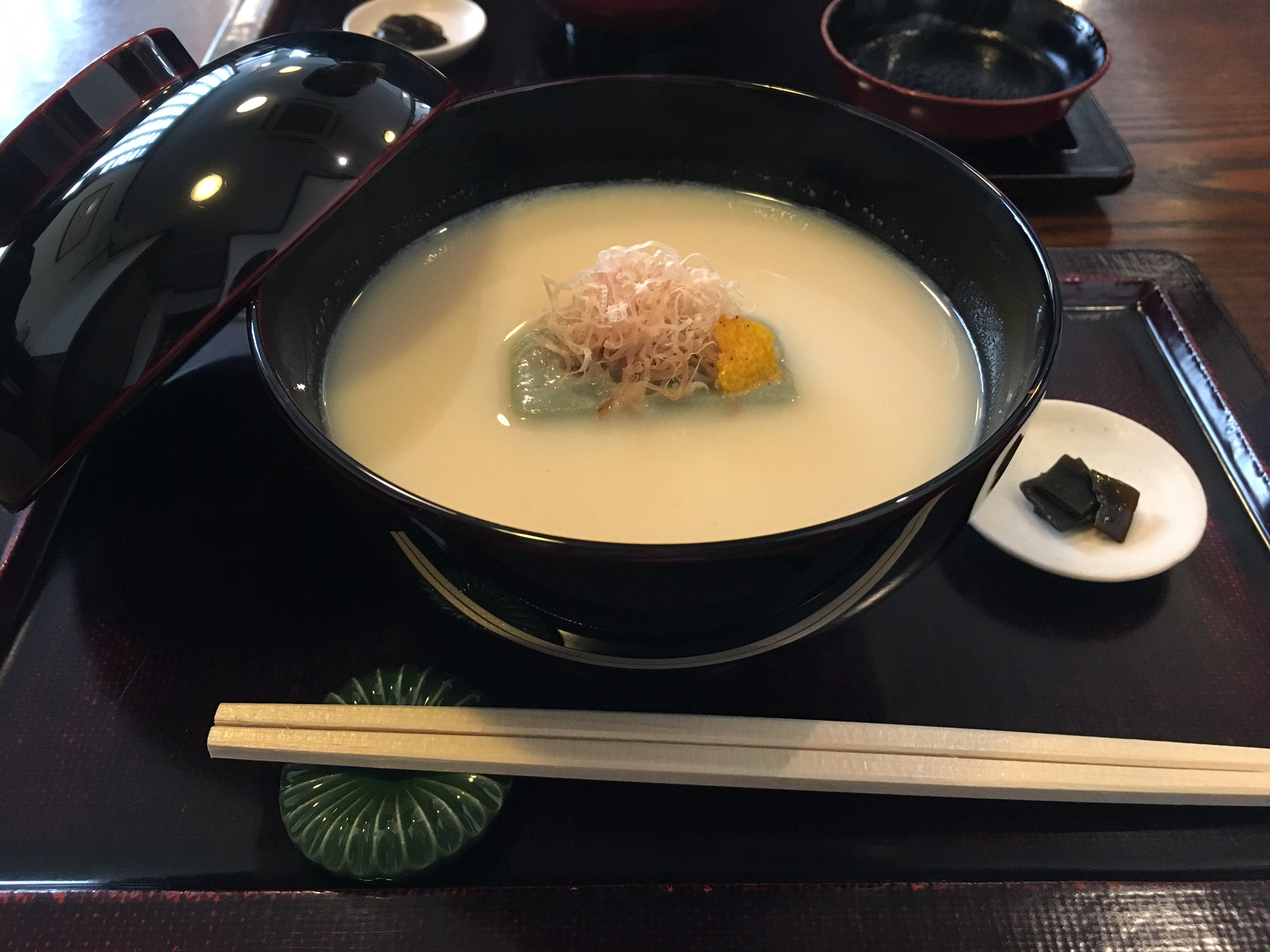
京都の白味噌雑煮
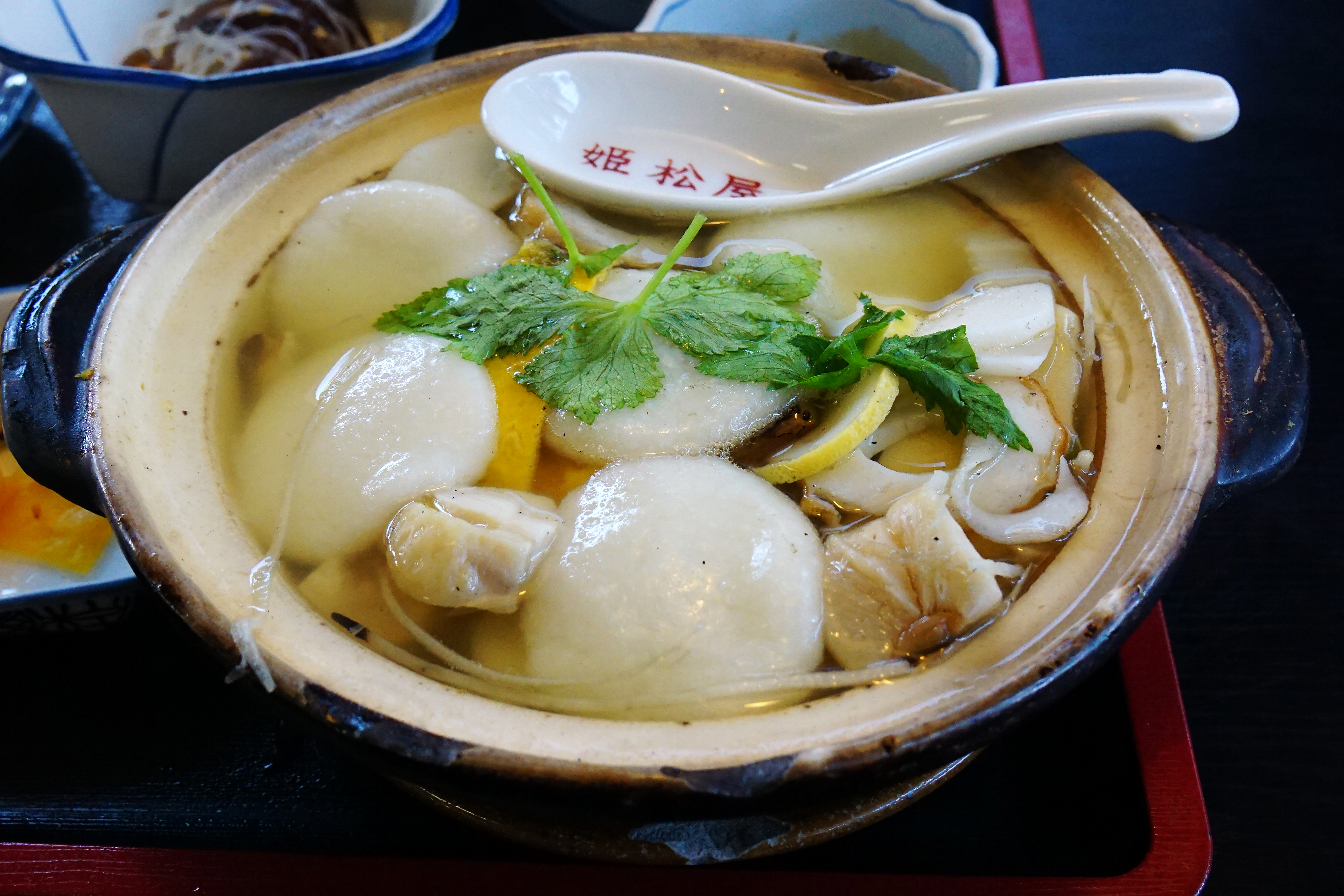
長崎県島原市の具雑煮
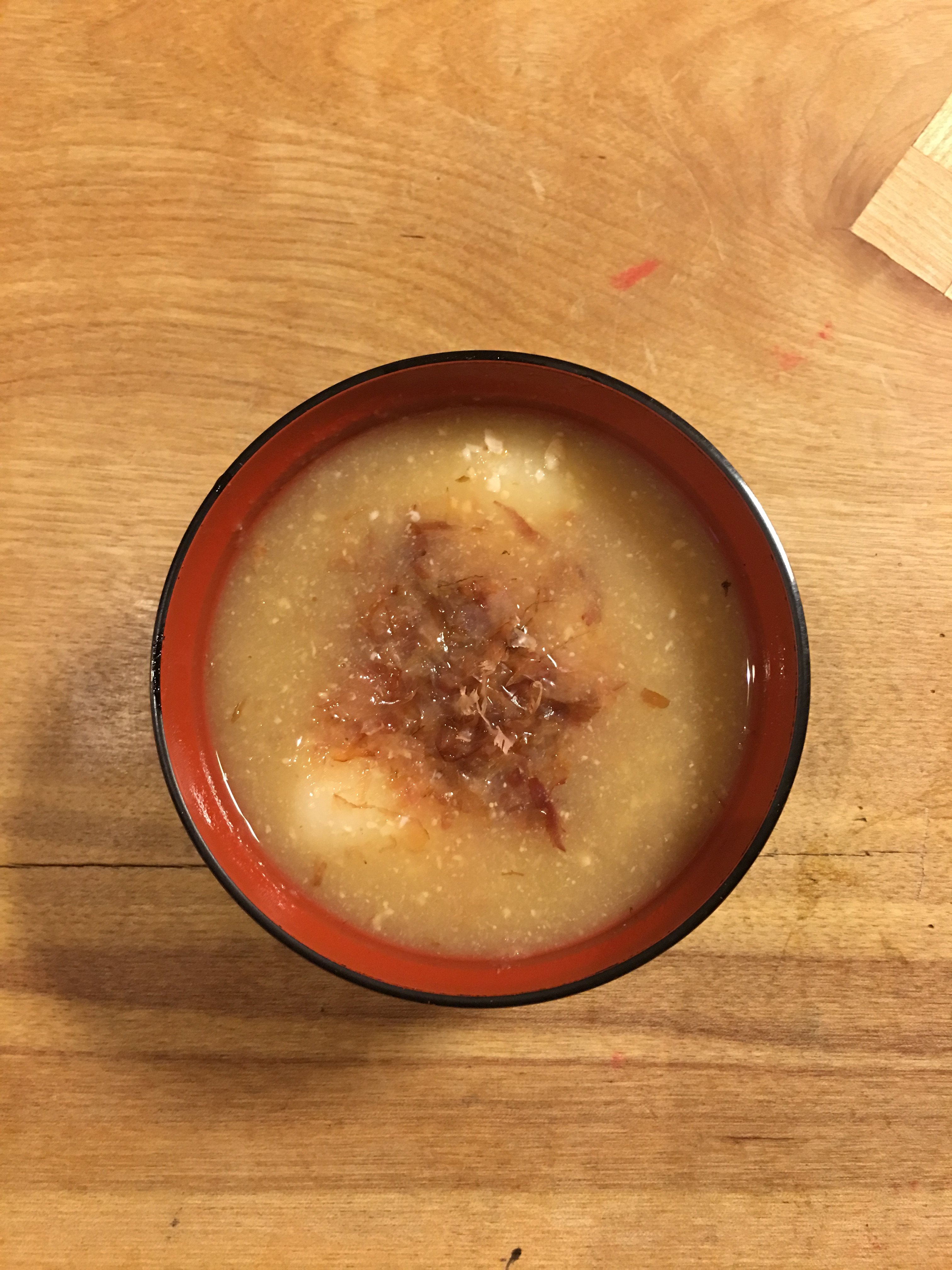
福井の雑煮（丸餅、昆布出汁、味噌、花がつお）